# SN 2003hg
SN 2003hg – supernowa typu II odkryta 18 sierpnia 2003 roku w galaktyce NGC 7771. W momencie odkrycia miała maksymalną jasność 16,90m.